# 1144
| 1144               |
| ------------------ |
| Dødsfald - Fødsler |
|                    |

| Gregoriansk kalender | 1144 MCXLIV             |
| Ab urbe condita      | 1897                    |
| Armensk kalender     | 593 ԹՎ ՇՂԳ              |
| Kinesiske kalender   | 3840 – 3841 癸亥 – 甲子 |
| Etiopisk kalender    | 1136 – 1137             |
| Jødisk kalender      | 4904 – 4905             |
| Hindukalendere       |                         |
| - Vikram Samvat      | 1199 – 1200             |
| - Shaka Samvat       | 1066 – 1067             |
| - Kali Yuga          | 4245 – 4246             |
| Iransk kalender      | 522 – 523               |
| Islamisk kalender    | 538 – 539               |

Konge i Danmark: Erik 3. Lam 1137-1146
Se også 1144 (tal)